# James Norrington
James Norrington parancsnok (Commodore James Norrington) egy fiktív szereplő A Karib-tenger kalózai filmsorozat első három részében. Megformálója Jack Davenport.

## Élete
James Norrington Lawrence Norrington admirális fiaként született. Hadnagy lett HMS Dauntless fedélzetén, és ő képviselte a Királyi Flottát Weatherby Swann kormányzó Karib-tengerre utazásakor, majd Jamaicában látott el szolgálatot.

### A Fekete Gyöngy átkában
Norringtont parancsnokká léptetik elő. Az előléptetési ceremónián egy bástyafokon állva feleségül kéri Elizabeth Swannt, Weatherby Swann kormányzó lányát, de ő elájul, és belezuhan a tengerbe. Jack Sparrow kapitány kimenti a lányt, de Norrington üldözőbe veszi a kalózt. Sparrow egy kovácsműhelybe megy, ahol Will Turner, a kovács segédje vív vele, majd Norrington katonái megérkeznek, és bebörtönzik a kapitányt. Éjszaka a Hector Barbossa kapitány által vezetett Fekete Gyöngy megtámadja Port Royalt, és magukkal viszik Elizabethet. Will Turner másnap kiszabadítja Sparrowt, azért cserébe, hogy a kapitány segít neki megtalálni a Fekete Gyöngyöt és Elizabethet. Ellopják Norrington leggyorsabb hajóját, a Lopakodót, és Tortugán legénységet toboroznak. Miközben Norrington hajói Elizabethet keresik, a Lopakodó megtalálja Barbossa búvóhelyét, az Isla de Muertát. Will kiszabadítja Elizabethet, és a Lopakodóra viszi, de Sparrow a Gyöngyön marad. Csatára kerül sor, majd egy sikertelen alku során Jack és Elizabeth egy lakatlan szigetre kerülnek, Will pedig Barbossa fogságába esik. A Királyi Flotta megtalálja Elizabethet és Sparrowt. A lány elfogadja Norrington házassági ajánlatát, és nászajándékként azt kéri tőle, hogy kövessék a Fekete Gyöngyöt, és szabadítsák ki Willt. Sparrow elvezeti Norringtont, és hajóját, a Rettenthetetlent az Isla de Muertára. Barbossa épp ki akarja végeztetni Willt, de Jack ezt megakadályozza. Szövetséget ajánl Barbossának, és eléri, hogy a Gyöngy matrózai megpróbálják elfoglalni a Rettenthetetlent. Mikor Barbossa legtöbb embere távozik, Sparrow felrúgja az egyezséget, és párbajozni kezd Barbossával, majd lelövi őt.
Port Royalban Norrington Jack Sparrow felakasztására készül, de Will Turner ismét megszökteti a kapitányt, aki elmegy a Fekete Gyöngyön. Norrington egy nap egérutat ad a hajónak.

### A Holtak kincsében
Jack Sparrownak három napon belül 99 lelket kell adnia Davy Jonesnak, a Bolygó Hollandi kapitányának, különben neki magának kell a Hollandin szolgálnia száz évig. Sparrow Tortugára megy, ahol megtalálja a rangjától megfosztott Norringtont és a Lord Cutler Beckett által üldözött Elizabeth Swannt. Mindkettőjüket magával viszi a Fekete Gyöngyön, és az Isla Cruces felé tartanak, ahol el van rejtve Davy Jones szíve. A szigeten Norrington, Sparrow és a tengerből előúszott Will Turner között kardpárbaj tör ki Jones szívéért. Sparrow megszerzi azt, és egy üveg földbe temeti, de Norrington megszerzi a szervet, és elfut a Hollandi megérkező legénysége elől. Útközben eldobja az üres ládát, amit a legénység elvisz a Hollandira.
Norrington elviszi a szívet Port Royalba Lord Beckettnek, annak reményében, hogy visszaszerzi elvesztett pozícióját.

### A világ végénben
Norrington visszajut a pozíciójába, és a Kelet-Indiai Társaság szolgálatába áll. Lord Cutler Beckett a szívvel megszerzi a Bolygó Hollandit, és Norringtont nevezi ki annak kapitányának. Szao Feng kapitány meghal a Bolygó Hollandi rajtaütésén, és halála előtt Elizabethet nevezi ki annak kapitányául. Elizabeth és legénysége a Hollandin börtönbe kerül. Norrington kiszabadítja őket, de ezért az életével fizet: Will apja, "Bocskor Bill" Turner riadóztatja Jonest, majd végez Norringtonnal.

## Érdekességek
- Norrington keresztneve nem derül ki az első  filmben.

## Fordítás
- Ez a szócikk részben vagy egészben  a   James Norrington című angol Wikipédia-szócikk fordításán alapul.  Az eredeti cikk szerkesztőit annak laptörténete sorolja fel. Ez a jelzés csupán a megfogalmazás eredetét és a szerzői jogokat jelzi, nem szolgál a cikkben szereplő információk forrásmegjelöléseként.